# Université européenne (Skopje)
L’Université européenne (macédonien : Европски универзитет) est une université privée macédonienne. Son siège se trouve à Skopje et elle a été fondée en 2006, après l'entrée en vigueur d'une loi autorisant les établissements d'enseignement privés. Elle s'inspire largement des systèmes européens et américains d'éducation. Son campus de Skopje est secondé par un deuxième plus petit, situé à Ohrid. Elle compte environ 2 000 étudiants.

## Départements et facultés
L'université compte 5 facultés :
- Faculté d'économie
- Faculté d'informatique
- Faculté de droit
- Faculté de sciences politiques
- Faculté d'art et de design